# Peter Schreiber (Mathematiker)
Peter Schreiber (* 23. Juni 1938 in Dresden) ist ein deutscher Mathematiker und Mathematikhistoriker, der sich mit Grundlagen der Mathematik, Geometrie und Geschichte der Mathematik befasst.

## Leben
Schreiber studierte ab 1957 Mathematik an der Universität Greifswald, wo er 1965 bei Günter Asser promoviert wurde (Untersuchungen über die Modelle der Typentheorie). 1976 habilitierte er sich (Promotion B) und war bis 2003 Professor an der Universität Greifswald für Geometrie und Grundlagen der Mathematik.
Er befasste sich mit mathematischer Logik und Grundlagenforschung, zum Beispiel Logik algorithmischer Sprachen, konstruktiver Mathematik, Syntax und Semantik von Bild-Sprachen, mit Geometrie, speziell geometrische Konstruktionen aus der Sicht der Informatik und Anwendungen in Kunst und Architektur, und Mathematikgeschichte.
In der Mathematikgeschichte befasste er sich mit Geschichte der Geometrie (u. a. Albrecht Dürer, Euklid), frühen Rechengeräten und Algorithmen, und lokaler Mathematikgeschichte in Greifswald.
Nach der Wende initiierte er 1991 die Gründung der Fachsektion Mathematikgeschichte der Deutschen Mathematiker-Vereinigung. Peter Schreiber war ein weit bekannter Popularisator der Mathematik. Außer den einschlägigen Veröffentlichungen hielt er zahlreiche Vorträge, auch im Ausland, über die Beziehungen der Mathematik zu Literatur, bildender Kunst, Architektur, Musik und über Mathematik als Thema der Philatelie.

## Schriften (Auswahl)
- Grundlagen der Mathematik, Deutscher Verlag der Wissenschaften, Berlin 1977, 2. Auflage 1984
- Theorie der geometrischen Konstruktionen, Deutscher Verlag der Wissenschaften, Berlin 1975
- Grundlagen der konstruktiven Geometrie, Deutscher Verlag der Wissenschaften 1984
- mit Christoph J. Scriba 5000 Jahre Geometrie, Springer Verlag 2000, 2003; überarbeitete englische Übersetzung 5000 Years of Geometry, Springer Verlag (Birkhäuser) 2015.
- Euklid, Teubner 1987.
- Mengenlehre - vom Himmel Cantors zur theoria prima inter pares, NTM Zeitschrift für Geschichte der Naturwissenschaften, Technik und Medizin 4 (1996), S. 129–143.
- Über Beziehungen zwischen Heinrich Scholz und polnischen Logikern In: Mathematik im Wandel Band 1, franzbecker-Verlag Hildesheim 1999, S. 343–359. Reprint in:  History and Philosophy of Logic 20 (1999), S. 97–109.
- Ein Blick zurück auf das 20. Jahrhundert, NTM Zeitschrift für Geschichte der Naturwissenschaften, Technik und Medizin 10 (2002), S. 40–48.
- Mathematik und ihre Geschichte im Spiegel der Philatelie, Teubner 1980
- Herausgeber mit Z. Nádeník: Kaderávek: Geometrie und Kunst in früherer Zeit, Teubner 1992
- Einleitung und Kommentar zu Dürers Underweysung, in R. Schoch, M. Mende, A. Scherbaum Dürer, Das druckgraphische Werk, Band 3, Prestel Verlag, München 2005
- Albrecht Dürers Geometrie aus heutiger Sicht in G. Papay (Hrsg.): Bilder der Wissenschaft - Wissenschaft der Bilder, Universität Rostock 2005, S. 199–224.
- Bildlogik, in Klaus Sachs-Hombach (Hrsg.): Bildwissenschaft zwischen Reflexion und Anwendung, Herbert-von-Halem-Verlag, Köln 2005, S. 13–32.
- Generalized descriptive geometry. Journal for Geometry and Graphics 6 (2002), No.1, 37-59.
- The beginnings of visualizing the invisible. Acta Rerem Naturalium etc. New series 7 (2003), 157-168.
- (mit Paul Rosenthal) Woven strip ornaments. Journal for Geometry and Graphis 8 (2004) No.1, 91-96.